# Kelsey Daugherty
Kelsey Daugherty, född den 31 december 1996 i Kennesaw, Georgia, USA, är en amerikansk fotbollsmålvakt som spelar för Celtic.

## Karriär
Daugherty inledde sin fotbollskarriär i Kennesaw där hon började spela för Harrison High School. Hon fortsatte sedan sin karriär på college i Birmingham där hon representerade University of Alabamas UAB Blazers under fyra säsonger.
Daugherty har även spelat för Long Island Rough Riders i amerikanska UWS och danska Fortuna Hjørring i danska Kvindeligaen. 
Inför säsongen 2021 värvades Daugherty av Djurgårdens IF från Chicago Red Stars. Säsongen 2021 spelade Daugherty samtliga av Djurgårdens 22 matcher i Damallsvenskan. I augusti 2022 värvades hon av National Women's Soccer League-klubben Racing Louisville FC. I april 2023 värvades Daugherty av norska Toppserien-klubben Avaldsnes IL.
I augusti 2023 skrev Daugherty på ett tvåårskontrakt med skotska Celtic.

## Meriter
Säsongen 2019 vann Daugherty den danska Kvindeligaen med Fortuna Hjørring.